# David Ebershoff

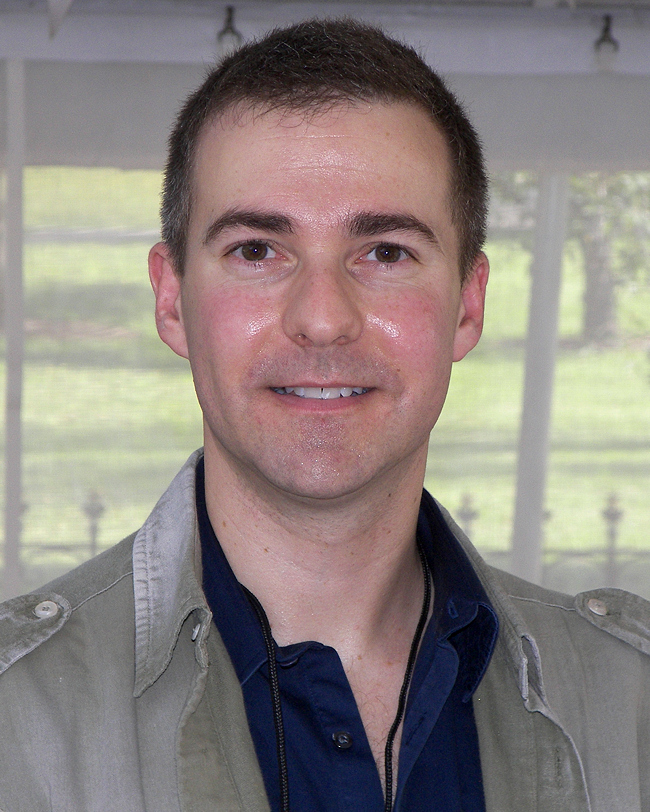
David Ebershoff, en una imatge de 2008

David Ebershoff (Pasadena, Califòrnia, 1969) és un escriptor, editor i professor nord-americà, conegut per ser l'autor de la novel·la The Danish Girl (2000), que va ser duta al cinema amb gran èxit en 2015.

## Orígens
David Ebershoff va néixer a Pasadena, Califòrnia, el 1969. Fill de David Ebershoff, advocat i jurista, va obtenir un grau DT. per la Universitat de Los Angeles (UCLA). Ebershoff ha ensenyat escriptura en NYU i Princeton, i actualment és professor de Literatura al programa MFA de la Universitat de Colúmbia (Nova York), ciutat en la qual viu.

## Escriptor
Ebershoff va publicar la seva primera novel·la, La Noia danesa, en 2000. Inspirada en la vida de Lili Elbe, una de les primeres persones a realitzar cirurgia de canvi de sexe, la novel·la va guanyar el premi de la Fundació Rosenthal de l'Acadèmia Nord-americana de les Arts i les Lletres i el premi Lambdapara ficció transgénero.<meta />
Ebershoff és autor d'una col·lecció de contes, La Ciutat de Rosa, que va guanyar el premi Ferro-Grumley de ficció LGBT i va ser finalista del premio Lambda. També va ser nominat com un dels llibres millors de l'any pel diari Los Angeles Times.
La seva segona novel·la, Pasadena, inspirada en la història de la seva ciutat natal, va ser el seu primer best-seller, segons el diari The New York Times. La seva tercera novel·la, La 19a. dona, va vendre gairebé un milió d'exemplars per tot el món. La novel·la gira entorn d'una jove, Ann Eliza Young, acusada de poligàmia als Estats Units del segle xxi. En 2010, el llibre va ser portat al cinema amb Matt Czuchry com a protagonista, al costat de Patricia Wettig, i Chyler Leigh. La novel·la va ser nominada al premi Ferro-Grumley d'aquest any.

## Editor
Ebershoff va treballar per a l'editorial Random House durant vint anys. Va començar amb contractes en pràctiques durant els estius, per anar ascendint fins a editor executiu. De la seva mà han sortit autors com David Mitchell, Gary Shteyngart, Adam Johnson, Billy Collins o Teju Cole. Ha editat a David Kertzer, Fredrik Logevall, Charles Bock, Gary Shteyngart, Jennifer duBois, Shirin Ebadi, Diane Keaton, Sonia Nazario, Amy Ellis Nutt, Sebastian Smee i Robert Massey. Ebershoff va editar també a Jane Jacobs o Norman Mailer en els últims anys de la seva vida. També ha editat les publicacions pòstumes de W. G. Sebald o els clàssics de la Modern Library. Ebershoff es va apartar de Random House al novembre de 2015 per centrar-se en la creació.